# 佐倉市立西志津小学校
佐倉市立西志津小学校（さくらしりつ にししづしょうがっこう）は、千葉県佐倉市西志津にある公立小学校。

## 概要
- 井野、井野町、西志津、上志津が通学区域であり、公立中学校の進学先は佐倉市立西志津中学校である。但し、上志津の一部は、佐倉市立上志津中学校もある。

- 全校生徒は790人(2023年3月現在)

- 教育理念は「学び合う子」「思いやりのある子」「たくましい子」の育成

## 沿革
- 1977年 - 佐倉市立上志津小学校の分校として開校
- 1978年 - 体育館(初代)竣工/校歌制定
- 1980年 - 校舎東側に4階建て8教室の新校舎を増築/25mプール竣工
- 1996年 - 生活科用池完成
- 2000年 - 校舎東側に3階建て6教室の新校舎を増築
- 2003年 - 北校舎(プレハブ2階建て5教室)を増築
- 2011年 - 東日本大地震の影響により体育館が一部被災し、佐倉市立西志津中学校体育館にて卒業式、入学式を実施
- 2013年 - 体育館建設に伴い、25mプール解体
- 2014年 - 体育館(2代目)竣工
- 2016年 - 体育館(初代)が解体され、跡地に西校舎(プレハブ2階建て5教室)が完成/北校舎跡地はタータン敷きのグリーンパークとなる
- 2020年 - 新型コロナウイルスの影響により、3月から5月まで休校

また、開校10,20,30,40周年に当たる1986年,1996年,2006年,2016年には、全校生徒及び教職員で人文字を作り、航空写真の撮影を実施した

## 課外活動

### 部活動
陸上部と合唱部の2つがあり、4年生から6年生の希望者は加入する。陸上部は岩名運動公園で実施される1部会陸上競技大会に向け、合唱部はNHK合唱コンクール、及び1部会小中音楽発表会に向けて練習する。

### クラブ活動
また、4年生のから6年生の全員が参加するクラブ活動もあり、野球、バドミントン、理科、カメラ、コンピューターなど各自の興味に基づいてクラブに所属し、年に6回の活動を行う。

## 校長
- 初代　大野順司郎　(1977.4〜1982.3)
- 2代　岡野榮　(1982.4〜1985.3)
- 3代　石川恒雄　(1985.4〜1989.3)
- 4代　石井望　(1989.4〜1991.3)
- 5代　福田健　(1991.4〜1993.3)
- 6代　横田幸男　(1993.4〜1995.3)
- 7代　平田都　(1995.4〜1998.3)
- 8代　鈴木昭雄　(1998.3〜2000.3)
- 9代　平山健一　(2000.4〜2006.3)
- 10代　石田政光　(2006.4〜2009.3)
- 11代　松田義一　(2009.4〜2012.3)
- 12代　沼田正信　(2012.4〜2018.3)
- 13代　川尻高志　(2018.4〜2021.3)
- 14代　真下誠　(2021.4〜)

## 周辺地域
- 佐倉市立西志津中学校
- 志津図書館
- 志津駅

## 交通
- 京成本線志津駅より徒歩25分
- 京成バス千葉イースト西志津小学校バス停すぐ

## 関係者

### 出身者
- 清宮佑美（タレント）
- 高崎愛梨（歌手）
- 山田ジェームス武（俳優）
- 中谷進之介（プロサッカー選手）